# Жуган Володимир Олександрович
Жуган Володимир Олександрович (27 серпня 1926, Лихівка — 15 вересня 2008, Дніпродзержинськ) — український живописець, член Спілки радянських художників України з 1964 року. Заслужений художник України з 2006 року.

## Біографія
Народився 27 серпня 1926 року у селі Лихівці (нині Кам'янський район Дніпропетровської області, Україна) у робітничій сім'ї. У Червоній армії з 27 липня 1944 року. Брав участь у німецько-радянській війні.
Протягом 1946—1950 років навчався у Дніпропетровському художньому училищі, був учнем Олександра Куко, Михайла Паніна, Миколи Погрібняка. Дипломна робота — картина «Сталевари» (керівник Олександр Куко).
Протягом 1951—1956 років очолював образотворчу студію у Палаці піонерів Дніпродзержинська, потім на творчій роботі. Мешкав у місті Дніпродзержинську в будинку на вулиці Радянській, № 75, квартира № 8. Помер у Дніпродзержинську 15 вересня 2008 року.

## Творчість
Працював у галузях станкового (створював пейзажі Дніпропетровщини і Полтавщини та натюрморти) і монументального живопису. Серед робіт:
- «Околиця міста» (1952);
- «Зима» (1954);
- «Кленки» (1958)[2];
- «Радянська Україна» (1960)[4];
- «100-річчя з дня смерті Тараса Шевченка» (1961)[4];
- «На будівництві Дніпродзержинської ГЕС» (1961);
- «Дуб Тараса Шевченка» (1961; 1963);
- «Колгоспна пасіка» (1961; 1972);
- «Колгоспне поле» (1963);
- «На Дніпрі» (1963);
- «Три колодязі» (1964);
- «Канів» (1964);
- «Безіменний герой» (1965);
- «Індустріальний пейзаж» (1967; 1968; 1969, 1971);
- «Зимовий день» (1969);
- «Осінній дуб» (1969)[2];
- серія «Ленінськими місцями» (1969—1987):
  - «Будинок Ульянових» (1969);
  - «Зима в Горках» (1969);
  - «Старе Шушенське» (1969);
  - «Старий Симбірськ» (1969);
- «Сірий день» (1970);
- «Пам'ятка історії» (1970);
- «Річка Оріль» (1970)[2];
- «Мій край» (1972);
- «Українська осінь» (1972);
- «Новий район» (1972)[2];
- «Дев'ята доменна» (1973; Дніпровський художній музей);
- «Гречка цвіте» (1974);
- «На будівництві каналу Дніпро–Донбас» (1974);
- «Новобудова Дніпродзержинська» (1974)[2];
- «Українська осінь» (1975);
- «Біля озера» (1976);
- «Весела Дзержинка» (1977);
- «Музей історії Корсунь-Шевченківської битви» (1978);
- «Партизанською стежкою» (1979);
- «Будні Дзержинки» (1979);
- «Ранок на Дніпрі» (1979);
- «На околиці села» (1979)[2];
- «Подих весни» (1980);
- «Стиглий хліб» (1981)[2];
- «Місто металургів» (1982);
- «Новий район» (1985);
- цикл «Моя квітуча земля» (1992—2001);
- «Озеро кохання» (1998).

Брав участь у виставках з 1949 року (Дніпропетровськ), обласних — з 1951 року, всеукраїнських — з 1961 року та всесоюзних — з 1954 року. Персональні виставки відбулися у Києві у 1980 році та Дніпропетровську у 1980, 1986 роках.
Окремі роботи художника зберігаються у Дніпровському і Донецькому художніх музеях, Дніпропетровському та Кам'янському історичних музеях, Кам'янець-Подіському краєзнавчому музеї.